# Liospiriferina rostrata
 (août 2025).
Si vous disposez d'ouvrages ou d'articles de référence ou si vous connaissez des sites web de qualité traitant du thème abordé ici, merci de compléter l'article en donnant les références utiles à sa vérifiabilité et en les liant à la section « Notes et références ».
Terebratulites rostratus, Spiriferina haasi
Espèce
Synonymes
- †Terebratulites rostratus Schlotheim, 1820
- †Spiriferina haasi Di Stefano, 1886

Liospiriferina rostrata est une espèce fossile de brachiopode de l'ordre fossile des Spiriferinida et de la famille fossile des Spiriferinidae.

## Classification
L'espèce Liospiriferina rostrata est décrite en 1820 par le paléontologue allemand Ernst Friedrich von Schlotheim (1764-1832) sous le protonyme Terebratulites rostratus. 

### Fossiles
Selon Paleobiology Database en 2024, cette espèce a soixante-et-une collections de fossiles référencées, toutes du Sinémurien au Pliensbachien du Jurassique inférieur, c'est-à-dire datées de 196,5 à 182,7 Ma avant notre ère.

### Répartition
Selon Paleobiology Database en 2024, ces collections de fossiles viennent d'Australie (une collection), de France (vingt), d'Allemagne (deux), de Gibraltar (une), de Hongrie (une), d'Italie (une), d'Espagne (trente), des États-Unis (deux d'Alaska). 

### Synonymes
Selon Paleobiology Database en 2024, les synonymes sont au nombre de deux :
- †Terebratulites rostratus Schlotheim, 1820
- †Spiriferina haasi Di Stefano 1886